# Fateless
Fateless è il quinto album in studio del gruppo musicale giapponese Coldrain, pubblicato l'11 ottobre 2017 dalla Warner Music Japan.
La versione deluxe dell'album comprende anche il CD dal vivo A Decade in the Rain Tour.

## Tracce
Testi di Masato, musiche di Masato e Y.K.C.
1. Envy – 3:50
2. Feed the Fire – 3:55
3. Lost in Faith – 3:26
4. Bury Me – 3:54
5. R.I.P. – 4:01
6. Inside Out – 3:31
7. Stay – 3:41
8. Colorblind – 3:37
9. F.T.T.T – 3:34
10. Uninvited (Alanis Morissette cover) – 4:30
11. Aftermath – 3:51
12. A Decade in the Rain – 4:08

CD bonus nell'edizione limitata
A Decade in the Rain Tour
1. To Be Alive
2. Rescue Me
3. My Addiction
4. After Dark
5. Miss You
6. Fiction
7. Final Destination
8. Evolve
9. Runaway
10. Fade Away
11. Persona
12. Six Feet Under
13. Whole
14. Gone
15. Fire in the Sky
16. Carry On
17. The Revelation

## Formazione
- Masato – voce
- Y.K.C – chitarra solista, programmazione
- Sugi – chitarra ritmica, voce secondaria
- RxYxO – basso, voce secondaria
- Katsuma – batteria, percussioni

## Classifiche
| Classifica (2017) | Posizione massima |
| ----------------- | ----------------- |
| Giappone          | 8                 |